# كين جونسون (مهندس)
كين جونسون (بالإنجليزية: Ken Johnson)‏ هو مهندس أمريكي، ولد في 28 نوفمبر 1962.

## روابط خارجية
- كين جونسون على موقع DriverDB.com (الإنجليزية)